# Mesenchymatische stamcel

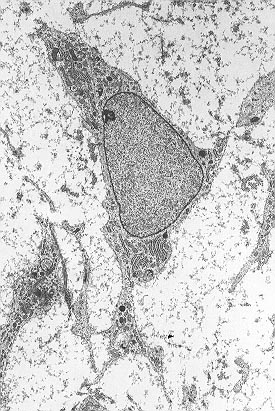
Mesenchymatische stamcel

Mesenchymatische stamcellen, primaire mesenchymcellen, cellulae mesenchymaticae praecursoriae of  mesenchymale stromale cel is het eerste embryonale mesenchymweefsel dat ontstaat en wordt geproduceerd door de epitheliale-mesenchymale overgang (EMT), waarbij epitheelcellen hun celpolariteit en cel-celadhesie verliezen, en migrerende en invasieve eigenschappen krijgen, en zo mesenchymatische stamcellen worden.
Mesenchymale stamcellen zijn multipotent en kunnen differentiëren in een verscheidenheid aan celtypen, waaronder osteoblasten (botcellen), chondrocyten (kraakbeencellen), myocyten (spiercellen) en adipocyten (vetcellen die aanleiding geven tot beenmergvetweefsel). Verder kunnen ze diferentiëren naar neuroblasten (zenuwcellen), hepatocyten (levercellen), alvleeskliercellen, cardiomyocyten (hartspiercellen), endotheelcellen (bloedvatcellen) en epitheelcellen.

## Definitie
Mesenchymatische stamcellen, een term die voor het eerst werd genoemd (1991) door Arnold I. Caplan aan de Case Western Reserve University,, worden morfologisch gekenmerkt door een klein cellichaam (perikaryon) met enkele celuitsteeksels die lang en dun zijn. Hoewel de termen ‘mesenchymatische stamcel’ en ‘mergstromacel’ al vele jaren door elkaar worden gebruikt, is geen van beide termen voldoende beschrijvend:
- Mesenchym is embryonaal bindweefsel dat is afgeleid van het mesoderm en dat differentieert in hematopoëtisch en bindweefsel, terwijl mesenchymatische stamcellen niet differentiëren in hematopoëtische cellen.[6]
- Stromale cellen zijn bindweefselcellen die de ondersteunende structuur vormen waarin de functionele cellen van het weefsel zich bevinden. Hoewel dit een nauwkeurige beschrijving is van één functie van mesenchymatische stamcellen, slaagt de term er niet in om de relatief recent ontdekte rol van mesenchymatische stamcellen bij het herstel van weefsel weer te geven.[7]
- De term omvat multipotente cellen afgeleid van andere niet-mergweefsels, zoals placenta,[8] navelstreng, bloed, vetweefsel, volwassen spier, stroma van het hoornvlies,[9] of de tandpulp van de melktanden.[10] De cellen hebben niet het vermogen om een heel orgaan te reconstrueren.

## Morfologie
Het cellichaam bevat een grote, ronde celkern met een prominente nucleolus, die wordt omgeven door fijn verspreide chromatinedeeltjes, waardoor de kern een helder uiterlijk krijgt. De rest van het cellichaam bevat een kleine hoeveelheid golgicomplexen, ruw endoplasmatisch reticulum, mitochondriën en polysomen. De cellen, die lang en dun zijn, zijn wijd verspreid, en in de aangrenzende extracellulaire matrix zitten enkele reticulinevezels, maar bevat geen andere soorten collageenfibrillen. Deze onderscheidende morfologische kenmerken van mesenchymatische stamcellen kunnen ongelabeld zichtbaar worden gemaakt met behulp van time-lapse microscopy.

## Stamceltherapie
Stamcellen in de gelei van Wharton kunnen worden geëxtraheerd, gekweekt en aangezet om te differentiëren tot volwassen celtypen zoals zenuwcellen.
De gelei van Wharton is daarom een potentiële bron van volwassen stamcellen, vaak verzameld uit het navelstrengbloed.
De snelle vooruitgang in stamcelonderzoeken heeft duidelijk aangetoond dat mesenchymale stamcellen (MSC's) veelbelovende stamcelbronnen vormen voor het herstel/de regeneratie van beschadigde weefsels/organen. Naast hun toepassing voor het herstellen van beschadigde weefsels, zijn MSC's ook gebruikt voor de behandeling van auto-immuunziekten en GVHD (graft-versus-hostreactie) vanwege hun immuunregulerende eigenschappen. Veel klinische onderzoeken hebben aangetoond dat MSC's de genezing van verschillende wonden kunnen bevorderen, waaronder chronische huidzweren veroorzaakt door diabetes mellitus, blootstelling aan straling en ischemie. Ook zijn de voordelen van MSC's in een hypertrofisch littekenmodel van konijnenoren gerapporteerd. Gezien de immuunregulerende eigenschappen van MSC's is het goed mogelijk dat MSC's littekenloze wondgenezing bevorderen. Een goede bron voor MSCs is de gelei van Wharton.

## Classificatie
De International Society for Cellular Therapy (ISCT) heeft een reeks normen voorgesteld om mesenchymatische stamcellen te definiëren. Een cel kan worden geclassificeerd als een mesenchymatische stamcel als deze onder normale kweekomstandigheden plastische hechtingseigenschappen vertoont en een fibroblastachtige morfologie heeft. Sommigen beweren zelfs dat mesenchymatische stamcellen en fibroblasten functioneel identiek zijn.[13] De studie in Science, "Multilineage Potential of Adult Mesenchymal Stem Cells", beschrijft hoe mesenchymatische stamcellen in vitro osteogene, adipogene en chondrogene differentiatie kunnen ondergaan. Sinds november 2023 is dit artikel meer dan 29.000 keer geciteerd. De gekweekte mesenchymatische stamcellen brengen ook CD73, CD90 en CD105 op hun oppervlak tot expressie, terwijl ze de expressie van CD11b, CD14, CD19, CD34, CD45, CD79a (zie Lijst van menselijke CD-antigenen en HLA-DR-oppervlaktemarkers (Human Leukocyte Antigen–DR isotype) missen.

## Afbeeldingen

Delende mesenchymatische stamcellen
Een voorbeeld van menselijke mesenchymatische stamcellen onder een live cell imaging microscoop
Verschil in gastrulatie tussen Protostomia versus Deuterostomia. Let op plaats mesoderm.
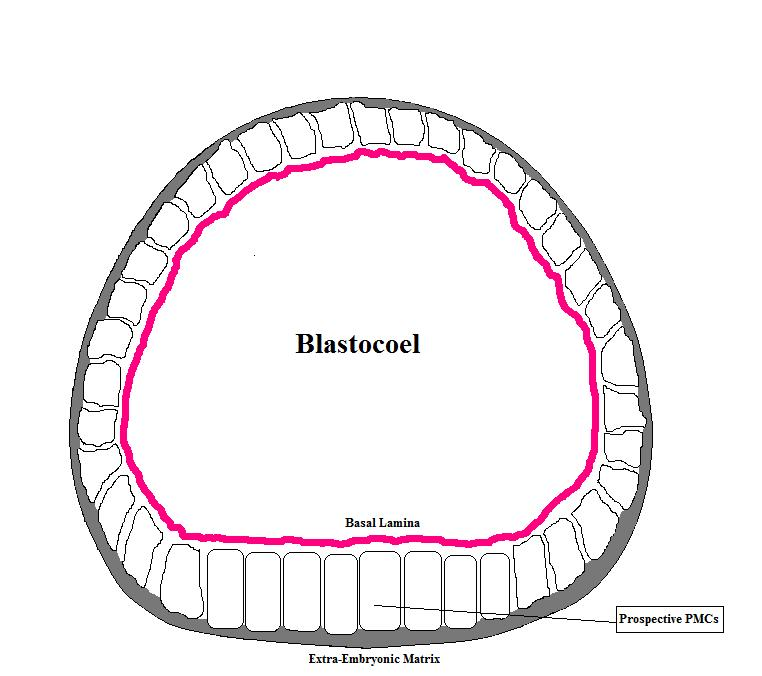
Zee-egel-blastula met de plaats waar de primaire mesenchymcellen binnendringen
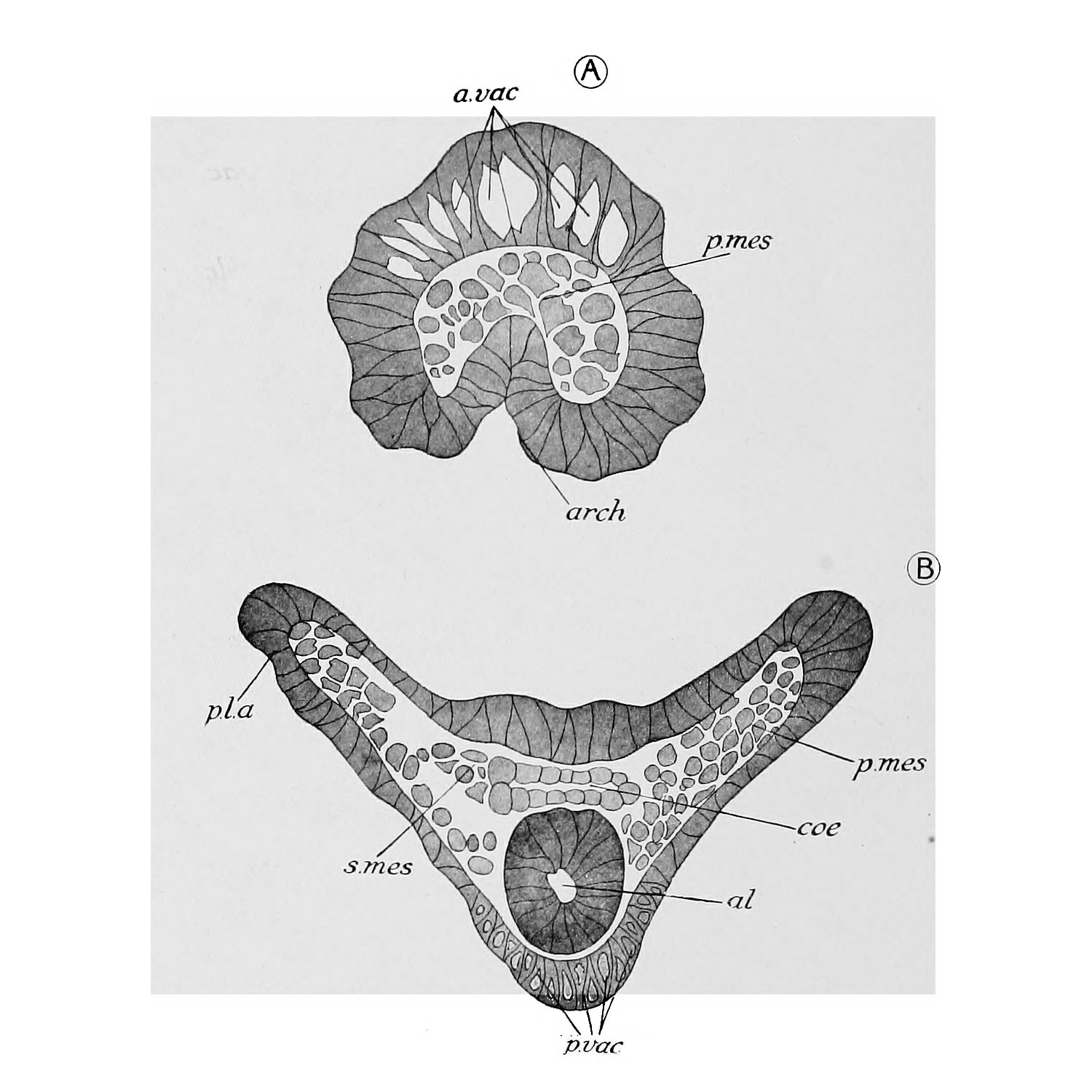
Brokkelster blastula p.mes: primair mesenchym, s.mes: secundair mesenchym
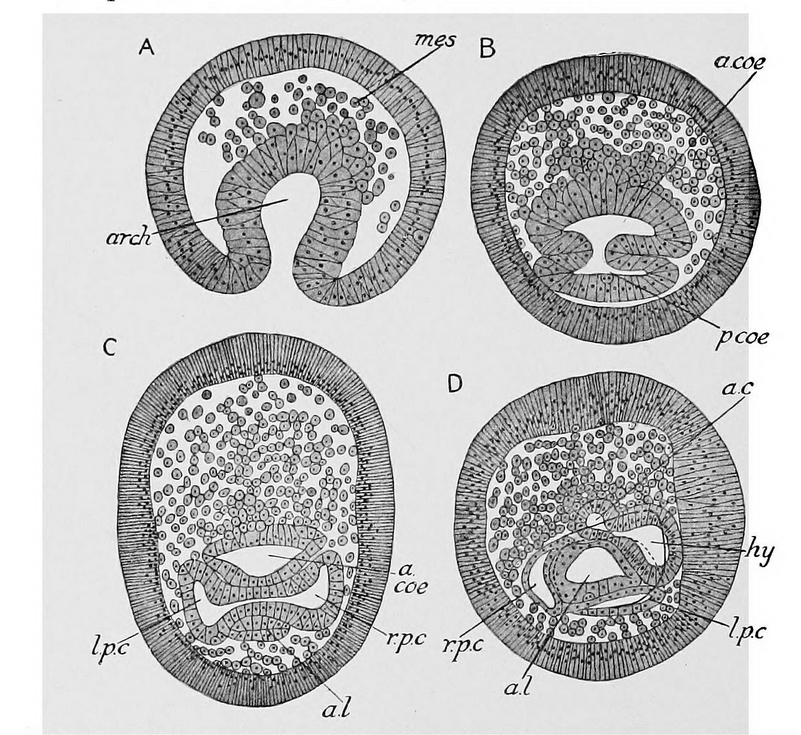
Embryo's bij Antedon bifida. A: embryo 26 uur, B: embryo 48 uur, C: embryo 57 uur, D: embryo 75 uur na bevruchting. mes, mesenchym.
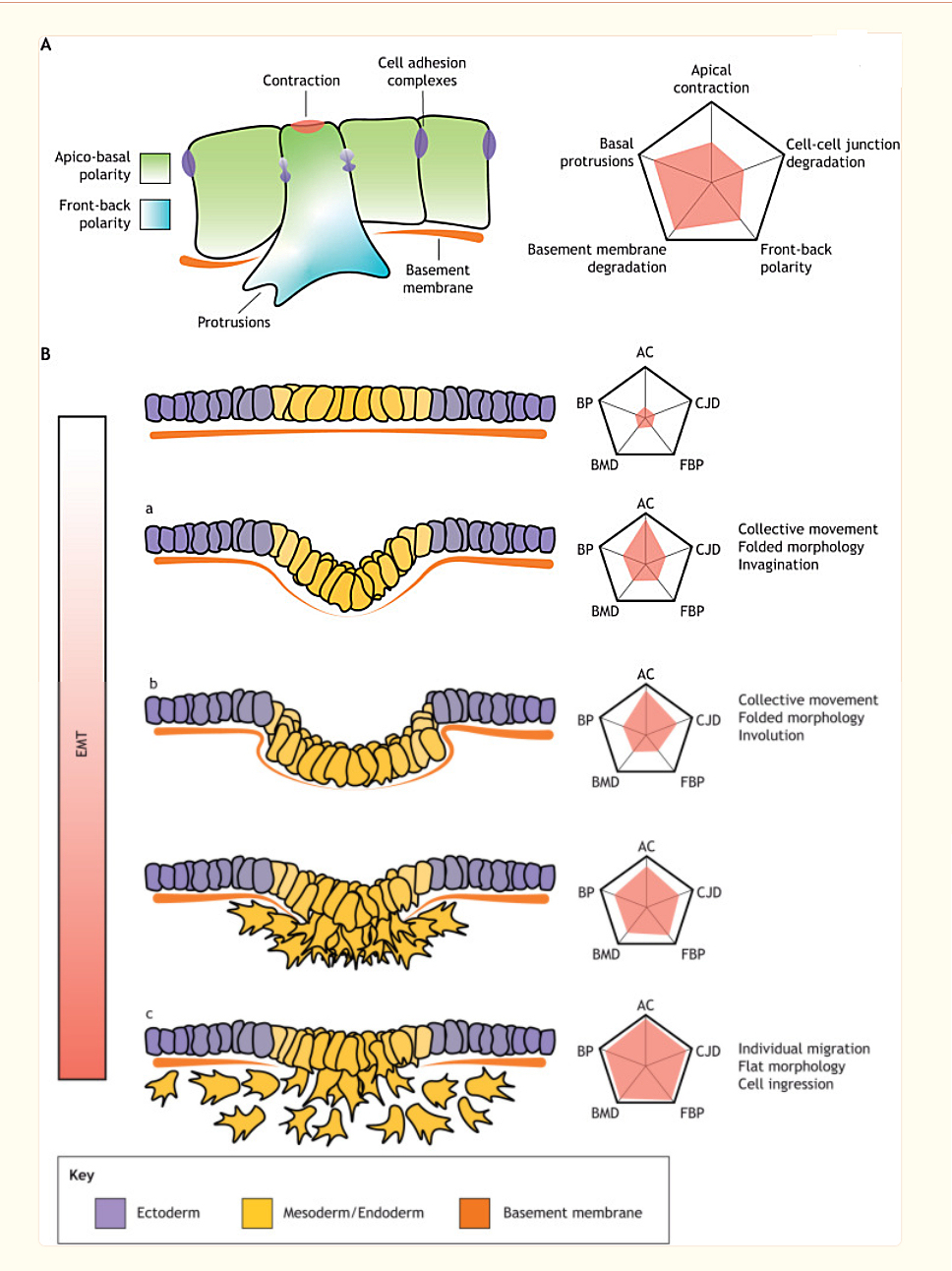
Verschillende graden van epitheel-mesenchymale overgang (EMT) correleren met verschillende weefselmorfologieën
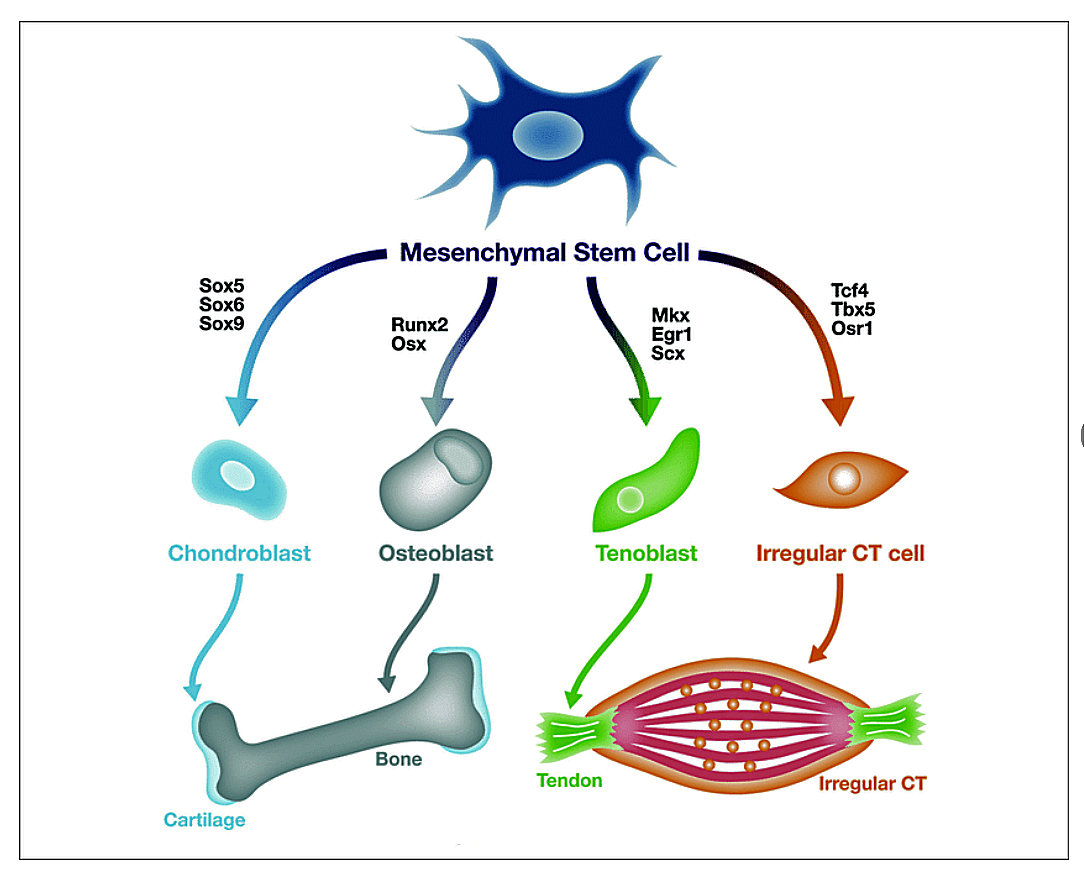
Differentiatie met specifieke transcriptiefactoren